# Bioluminiscență

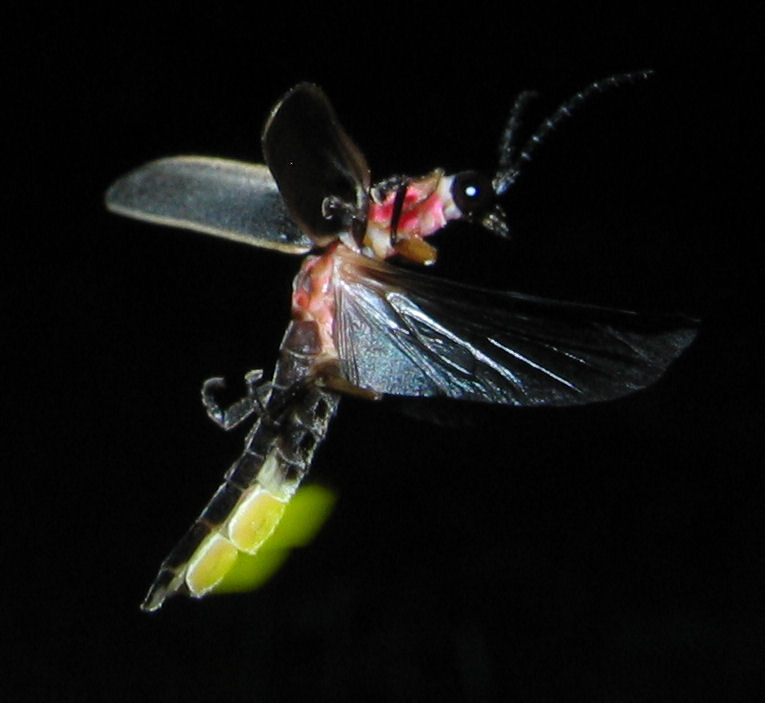
Licurici zburând

Bioluminiscența, denumită și biofotogeneză, este producția de lumină de către organismele vii, ca un caz particular al chimioluminiscenței.
Această lumină rece este produsă de organisme vii (licurici, pești abisali, ciuperci) sau de microorganisme, prin oxidarea unei substanțe proteice, secretată de acestea, numită luciferină cu ajutorul ATP-ului (adenozintrifosfatului sau trifosfatului de adenozină).
În prezența oxigenului, sub acțiunea fermentului special luciferaza, are loc oxidarea luciferinei. Reacția chimică este însoțită de eliminarea luminii.
Luciferină + O2 → Oxiluciferină + Lumină
Termenii luciferază și luciferină sunt nume generice, deoarece atât luciferazele cât și luciferinele diferă de la o specie la alta.
Până în prezent, componența chimică a luciferazei încă nu este definitiv studiată. Se știe doar că structura celor peste 1000 de unități ale aminoacizilor, care formează luciferaza, sunt foarte greu de indentificat. Procesele de luminiscență ale insectelor au loc sub controlul sistemului nervos.
La cele mai multe dintre speciile bioluminiscente, lumina produsă are o culoare albăstrie sau verzuie, dar există și unele specii de pești care emit o radiație roșie sau infraroșie, în timp ce viermele marin Tomopteris emite lumină galbenă.